# Pinocho (película de 1940)
Pinocho (en inglés: Pinocchio) es una película animada estadounidense producida por Walt Disney Productions, basada en la novela Las aventuras de Pinocho del escritor italiano Carlo Collodi. Es el segundo largometraje animado de Disney después de Blancanieves y los siete enanitos y fue estrenada originalmente por RKO Radio Pictures el 23 de febrero de 1940. Esta fue la primera cinta de la factoría estrenada durante la Segunda Guerra Mundial.
El filme cuenta la historia de un anciano carpintero llamado Geppetto que talla una marioneta de madera llamada Pinocho. El títere cobra vida gracias al Hada Azul, quien le promete que puede convertirse en un niño de verdad si prueba ser «bueno, sincero y generoso». Los esfuerzos de Pinocho para convertirse en un niño de verdad implican encuentros con una gran cantidad de personajes mal influyentes y estafadores.
La cinta fue adaptada del libro de Collodi por Aurelius Battaglia, William Cottrell, Otto Englander, Erdman Penner, Joseph Sabo, Ted Sears y Webb Smith. La producción fue supervisada por Ben Sharpsteen y Hamilton Luske, y las secuencias de la película fueron dirigidas por Norman Ferguson, T. Hee, Wilfred Jackson, Jack Kinney, y Bill Roberts. Pinocho fue un logro sin precedentes en el área de efectos de animación, cediendo movimientos realistas a vehículos, maquinarias y elementos naturales como la lluvia, los relámpagos, el humo, las sombras y el agua.
Un análisis crítico de Pinocho lo identifica como una fábula que le enseña a los niños los beneficios del trabajo duro y de los valores de la clase media. La película obtuvo reacción positiva por parte de la crítica, la cual elogió su argumento, animación, música y guion. A pesar de que se convirtió en la primera película animada en ganar un Premio de la Academia, recibiendo dos por mejor banda sonora y por mejor canción original «When You Wish upon a Star», fue inicialmente un fracaso en taquilla; no obtuvo ganancias hasta su reestreno de 1945. Sin embargo, en la actualidad se la considera como una de las mejores películas animadas de la historia y es reconocida como una obra clásica de la animación. Cuenta con una calificación del 100% de aprobación en el sitio web Rotten Tomatoes, y además ocupa el segundo puesto en el AFI's 10 Top 10 en la categoría de animación.
La película y los personajes se extendieron en la cultura popular, siendo vistos y promocionados en varios Parques Disney y en otros medios de entretenimiento.
En 1994, la Biblioteca del Congreso de Estados Unidos consideró a Pinocho como «cultural, histórica y estéticamente significativa» y la seleccionó para su preservación y restauración en el National Film Registry.

## Sinopsis
Un anciano llamado Geppetto fabrica una marioneta de madera a la que llama Pinocho, con la esperanza de que se convierta en un niño de verdad. El Hada Azul hace realidad su deseo y le da vida a Pinocho, pero conservando su cuerpo de madera. Pepito Grillo, la conciencia de Pinocho, tendrá que aconsejarlo para que se aleje de las situaciones difíciles o peligrosas hasta conseguir que el títere se convierta en un niño de carne y hueso.

## Argumento
Después de cantar la canción «When You Wish Upon a Star» al inicio de la película, Pepito Grillo (Cliff Edwards) explica que va a contar una historia sobre cómo se hizo amigo de una marioneta de madera y las aventuras que tuvo con él. Su narración comienza en el taller de un viejo carpintero llamado Geppetto (Christian Rub). Pepito Grillo observa cómo Geppetto termina de trabajar en una marioneta de madera a quien llama Pinocho (Dickie Jones), nombre que disgusta a sus mascotas: el gato Fígaro (Clarence Nash) y la pez dorada Cleo. Antes de dormirse, Geppetto le pide un deseo a una estrella: que Pinocho sea un niño de verdad. Durante la noche, el Hada Azul (Evelyn Venable) visita el taller y le da vida a Pinocho. A pesar de que sigue siendo un títere, ella le informa que si demuestra ser valiente, generoso, honrado y altruista, se convertirá en un niño de verdad, y además le asigna a Pepito como su conciencia.
Geppetto descubre que su deseo se hizo realidad y se llena de alegría. A la mañana siguiente, yendo a la escuela, Pinocho se va por mal camino y se encuentra con el Honrado Juan (Walter Catlett) y Gedeón (Mel Blanc), quienes lo convencen para que se una al espectáculo de marionetas de Strómboli (Charles Judels). A pesar de las objeciones de Pepito, Pinocho se convierte en la atracción estrella más famosa del teatro de Strómboli como una marioneta que puede cantar y bailar sin hilos, actuando junto a otras marionetas de chicas neerlandesas, francesas y rusas. Sin embargo, cuando Pinocho quiere regresar a casa por la noche, Strómboli lo encierra en una jaula. Pepito llega hasta Pinocho pero no es capaz de liberarlo. Cuando todo parece estar perdido, aparece el Hada Azul quien le pregunta a Pinocho por qué no fue a la escuela. Pepito incita a Pinocho a decir la verdad, pero en cambio este empieza a contar mentiras, lo que hace que su nariz crezca más y más. Pinocho promete ser bueno de ahora en adelante y el Hada Azul restaura su nariz de nuevo a su forma original y los libera, al mismo tiempo que le advierte a Pinocho que esta es la última vez que lo puede ayudar.
Mientras tanto, al otro lado de la ciudad, en un callejón, el Honrado Juan y Gedeón están con el Cochero (Charles Judels), quien les promete pagarles mucho dinero si pueden encontrar niños tontos y que se portan mal para que él se los lleve a la Isla de los Juegos. Los dos están aterrorizados ante la mera mención de la isla, por alguna razón, incluso declarada ilegal por las autoridades locales, y temen las posibles consecuencias si llegasen a ser descubiertos, pero al final aceptan aterrorizados por el Cochero "demoníaco". El Honrado Juan y Gedeón sólo se encuentran con Pinocho, quien va camino a casa, y lo vuelven a convencer de que se tiene que tomar unas vacaciones. Así que se dirigen al carruaje que espera en el cruce mientras cantan en voz alta una canción sobre la Isla de los Juegos para manipular nuevamente a Pinocho, sin saber que los aldeanos podrían escucharlos en sus casas a mitad de la noche. En el camino a la Isla de los Juegos, Pinocho se hace amigo de Lampwick (en español: «Polilla», en italiano: «Lucignolo») (Frankie Darro), un niño delincuente. Sin reglas ni autoridad para hacer cumplir su actividad, Pinocho junto a Polilla y otros muchachos pronto disfruta de los juegos de azar, de fumar tabaco, de emborracharse con cerveza, y de cometer actos de vandalismo, muy para consternación de Pepito. Más tarde, al tratar de llegar a casa, Pepito descubre que la isla esconde una terrible maldición: los niños que vienen a la Isla de los Juegos se transforman literalmente en burros, y que el Cochero los vende como burros esclavos y los envía al circo Casey Jr. o a las minas de sal. Pepito corre para advertir a Pinocho y se encuentra a Polilla que ya está totalmente transformado en un burro aterrado; Pinocho, solo se transforma parcialmente, le comienzan a crecer las orejas y la cola, pero con esa forma consigue huir de la isla.
Al regresar a casa, Pinocho y Pepito encuentran el taller vacío y descubren (a través de una carta dejada por el Hada Azul en forma de paloma blanca) que Geppetto junto a Fígaro y Cleo se había aventurado a buscar a Pinocho por la Isla de los Juegos, pero que los tres fueron tragados por una ballena gigante llamada Monstruo (Thurl Ravenscroft) y ahora se encontraban viviendo dentro de su vientre. Decidido a rescatar a su padre, Pinocho se lanza al mar con Pepito, quien lo acompaña. Pinocho también es tragado por Monstruo, reuniéndose con Geppetto, Fígaro y Cleo en el interior de la ballena. Pinocho idea un plan para hacer que Monstruo estornude, creando fuego con varios objetos de un barco para generar humo, dándoles así la oportunidad de escapar. El plan funciona, pero la ballena enfurecida los persigue y les rompe su improvisada balsa de escape. Pinocho tira a Geppetto dentro de una cueva segura antes de que Monstruo se estrelle contra ella. Todos los demás llegan a una playa en el otro lado. Geppetto, Fígaro, Cleo y Pepito sobreviven, pero Pinocho yace inmóvil boca abajo en un charco de la marea. De vuelta a casa, el grupo está de luto por él. El Hada Azul, sin embargo, decide que Pinocho ha demostrado ser valiente, veraz y altruista, y le concede volver a la vida como un niño real (también sus orejas y cola de burro desaparecen) y todos lo celebran. Finalmente, Pepito Grillo sale a agradecer al Hada y es recompensado con una insignia de oro puro que lo certifica como una conciencia oficial.

## Reparto
- Dickie Jones como Pinocho: un niño de madera y el hijo que Geppetto siempre deseó. A lo largo de la película se va haciendo más maduro, hasta que al final deja atrás las malas compañías, rescata a su padre del interior de la ballena Monstruo y el Hada Azul finalmente lo convierte en un niño de verdad.
  - Jones también participa como Alejandro: un niño que se convierte en un burro en la Isla de los Juegos, pero que aún puede hablar con normalidad.
- Cliff Edwards como Pepito Grillo: un grillo que actúa como la conciencia de Pinocho por encargo del Hada Azul, teniendo la misión de guiar al niño de madera por el buen camino. Val Stanton sirvió como modelo de los animadores para los movimientos del personaje.
- Christian Rub como Geppetto: el padre de Pinocho. Un anciano carpintero, bondadoso y solitario que vive con un gato y un pez, Fígaro y Cleo, y rodeado de relojes de cuco hechos por él mismo. Rub también sirvió como modelo de los animadores para los movimientos del personaje.
- Evelyn Venable como El Hada Azul: el personaje encargado de darle vida a Pinocho y de premiarlo convirtiéndolo en un niño de verdad después de que haya aprendido a cómo se debe comportar y con quién no se debe juntar. También es quien le encomienda a Pepito Grillo la labor de velar por Pinocho y ayudarlo en la difícil tarea de crecer lejos de la mala vida. Para los movimientos del personaje, los animadores se fijaron en la bailarina Marge Champion, quien también sirvió como modelo para el personaje de Blancanieves.
- Walter Catlett como El Honrado Juan: el antagonista principal de la historia. Juan es un zorro timador y pobre. Es el encargado, junto a su compañero el gato Gedeón, de llevar a Pinocho por el mal camino y de tentarlo para que deje de hacer lo que debe de hacer. Catlett también sirvió como modelo de los animadores para los movimientos del personaje.
- Mel Blanc como Gedeón (efectos de voz): un antagonista secundario de la historia. Un gato mudo y muy torpe que también sirve como alivio cómico. Se encarga de estafar mucho a la gente junto con su compañero el Honrado Juan. Originalmente, estaba previsto que Blanc le pusiera la voz a Gedeón, pero al final los realizadores optaron por una actuación muda para el personaje. Sin embargo, Blanc proporciona el sonido de los hipos de Gedeón. Don Barclay sirvió como modelo de los animadores para los movimientos del personaje.
- Charles Judels como Strómboli: otro antagonista secundario de la historia. Es un titiritero que secuestra a Pinocho y lo obliga a actuar en su teatro como «la marioneta sin hilos». T. Hee sirvió como modelo de los animadores para los movimientos del personaje.
  - Judels también participa como El Cochero: otro antagonista secundario más de la historia, quien se vale de su amigable aspecto para llevar a cabo sus malvados planes. Se encarga de llevar a Pinocho y a otros niños desobedientes a la Isla de los Juegos para convertirlos literalmente en burros con fines de explotación laboral.
- Frankie Darro como Polilla: el mejor amigo de Pinocho en la Isla de los Juegos. Es el que lo incita a que juegue al billar, a que beba cerveza y a que se fume un puro. Actúa como el típico niño que sabe de todo y que se cree el más listo, a Pepito no le agrada por sus groserías ya que en realidad es el más burro de todos, animal en el que al final se termina convirtiendo.
- Thurl Ravenscroft como Monstruo, la Ballena (efectos de voz): el antagonista final de la historia. Una ballena gigante y malvada que se come a Geppetto y Pinocho y los persigue por el mar cuando huyen de su interior. Ravenscroft proporciona el sonido de los gruñidos de Monstruo.

Otros personajes son las mascotas de Geppetto: Fígaro, un gato de color negro y blanco (expresado por Clarence Nash), y Cleo, una pececita dorada la cual no posee actriz de voz al ser un personaje mudo. Nash también le presta su voz a la estatua de una casa ruda y proporciona los sonidos de varios burros de la Isla de los Juegos. Stuart Buchanan, Don Brodie y John McLeish participan como las voces de los locutores que anuncian el carnaval en la Isla de los Juegos. Las voces adicionales incluyen a Marion Darlington como el sonido de los pájaros, a Virginia Davis como las voces de los niños secuestrados por el Cochero, a Patricia Page como las voces de las marionetas que actúan en el teatro de Strómboli, a Purv Pullen como los sonidos de una sierra silbante, y a George Magrill y Dal McKennon como los sonidos de los niños transformados en burros en la Isla de los Juegos.

## Doblaje
Al igual que en su versión original, el trabajo del doblaje al español también sería realizado por actores reconocidos y experimentados. En 1940, el doblaje estuvo a cargo del director de cine ítalo-argentino Luis César Amadori, quien fue elegido por el mismo Walt Disney para doblar al español la película por medio del estudio Argentina Sono Film en Argentina, con el mexicano Edmundo Santos como encargado de la adaptación musical. Este doblaje es usado y distribuido en todos los países hispanohablantes. Además, es la única película de Disney en no contar con un doblaje al español hecho en Norteamérica, si no en Sudamérica, y el único largometraje animado clásico que conserva su doblaje original hasta la actualidad.
Para el papel de Pinocho, fue elegido el niño actor Mario González «Cielito». Amadori contrató al actor Pablo Palitos para la voz de Pepito Grillo y al actor veterano hispano-argentino Miguel Gómez Bao para doblar a Geppetto. También acudió a Norma Castillo para la voz del Hada Azul. Mientras que Carlos Casaravilla, Juan Ricardo Bertelegni, Rafael Salvatore y Lalo Malcolm se encargaron de doblar al Honrado Juan, a Polilla, a Strómboli y al Cochero, respectivamente. Mientras que la actriz estadounidense June Marlowe fue la responsable de doblar a las marionetas. En cuanto a las voces adicionales, Carlos Ginés, Juan Arrieta, Ramón Caray y Pol Breval completaron la lista de los actores de doblaje. Para el tráiler de la cinta en VHS participaron María Fernanda Morales, Hermán López y Rubén Moya como las voces de Pinocho, Pepito Grillo y el Narrador, respectivamente.

## Banda sonora
Las canciones de Pinocho fueron compuestas por Leigh Harline con letras de Ned Washington. Leigh Harline y Paul J. Smith compusieron la banda sonora de música incidental. La banda sonora fue lanzada por primera vez el 9 de febrero de 1940. La canción de Pepito Grillo, «When You Wish upon a Star», se convirtió en un gran éxito y sigue siendo identificada como el tema más emblemático de la película, y más tarde como el —tema musical de la propia compañía de Walt Disney—. La banda sonora ganó un Óscar a la mejor banda sonora original.
M. Keith Booker considera a la película como la más profunda de las películas animadas clásicas de Disney pese a su canción y a la magia del tema, y toma nota de que el protagonista de la película tiene que trabajar para demostrar su valía, comentando que parecía «más lineal con el espíritu del capitalismo» que la mayoría de las películas de Disney. Claudia Mitchell y Jacqueline Reid-Walsh creen que los protagonistas masculinos de películas como Pinocho y Bambi (1942) fueron construidos a propósito por Disney para atraer a los niños y las niñas. Mark I. Pinksy menciona que es «una simple fábula — de precaución y esquemática — ideal para la instrucción moral, con la excepción de algunos de sus momentos más oscuros», y señala que la película es una de las favoritas de los padres de niños pequeños.
Nicholas Sammond sostiene que la película es —«una metáfora de la metafísica sobre la crianza estadounidense de los niños de mediados del siglo XIX»— y que la película es «en última instancia, una fábula asimilacionista». Él considera que es la película central de Disney y la de mayor fuerza en la clase media, destinada a transmitir el mensaje de que caer en «los placeres de la clase obrera, de vodevil, o de los pasillos de la piscina y parques de atracciones, lleva a una vida como bestia de carga». Para Sammond, el propósito de Pinocho es ayudar a transmitir a los niños las «virtudes de la clase media de la gratificación diferida, la abnegación, el ahorro y la perseverancia, naturalizadas como la experiencia del estadounidense promedio».
| N.º   | Título                                | Duración |  |
| 1.    | «When You Wish upon a Star»           | 3:16     |  |
| 2.    | «Little Wooden Head»                  | 5:45     |  |
| 3.    | «Give A Little Whistle»               | 1:38     |  |
| 4.    | «Hi-Diddle-Dee-Dee»                   | 1:40     |  |
| 5.    | «I've Got No Strings»                 | 2:23     |  |
| 6.    | «Hi-Diddle-Dee-Dee (Reprise)»         | 0:22     |  |
| 7.    | «When You Wish Upon A Star (Reprise)» | 1:27     |  |
| 16:51 |                                       |          |  |

## Producción

### Animación
La animación de la película comenzó en septiembre de 1938. Durante la producción de la película, el departamento de modelaje de personajes fue dirigido por Joe Grant, cuyo departamento era el responsable de la construcción de modelos de personajes de arcilla tridimensionales para la película. A continuación, estos modelos se les dio a los funcionarios para observar cómo un personaje debería dibujarse desde cualquier ángulo deseado por los artistas. Los fabricantes también habían construido modelos de los relojes cuco de Geppetto, el carro gitano de Strómboli y el carro de trabajo del Cochero. Sin embargo, debido a la dificultad de la animación de un movimiento de vehículo realista, los artistas filmaron los modelos de transporte a través de un conjunto en miniatura utilizando la animación stop motion. A continuación, cada fotograma de animación fue trasladado a cels de animación utilizando una versión temprana de un Xerox. Los cels fueron luego pintados por detrás y superpuestos a imágenes de fondo con los cels de los personajes para crear el material completado por la cámara tribuna. Al igual que en Blancanieves y los siete enanitos, escenas de acción real fueron grabadas para Pinocho con actores interpretando las escenas en pantomima, supervisados por Hamilton Luske. En lugar de calcar, lo que daría lugar a movimientos rígidos no naturales, los animadores utilizaron imágenes como guía para la animación a través del estudio del movimiento humano y luego incorporando algunas poses en la animación (aunque ligeramente exageradas).
Pinocho fue un logro sin precedentes en el área de efectos de animación. En contraste con los animadores de personajes que se concentran en la actuación de los personajes, los animadores de efectos crean todo lo que se mueve aparte de los personajes. Esto incluye a vehículos, maquinarias y efectos naturales como la lluvia, los relámpagos, la nieve, el humo, las sombras y el agua, así como los efectos de fantasía o ciencia ficción como el polvo de hadas. El animador abstracto influyente Oskar Fischinger, que trabajó principalmente en Fantasía contribuyó a la animación de los efectos de la varita del Hada Azul. El animador de efectos Sandy Strother llevó un diario sobre su animación de un año de duración de los efectos de agua, que incluía salpicaduras, ondulaciones, burbujas, olas y la ilusión de estar bajo el agua. Para ayudar a dar profundidad al océano, los animadores pusieron más detalle en las olas de la superficie del agua en el primer plano, y pusieron menos detalle que la superficie que se trasladó más atrás. Después de que la animación fuera traspasada en cels, los animadores calcarían una vez más con minas de lápiz azul y negro para dar a las olas un aspecto esculpido. Para ahorrar tiempo y dinero, las salpicaduras se mantuvieron impresionistas. Estas técnicas permitieron que Pinocho fuera una de las primeras películas de animación en tener efectos de animación de gran realismo.

### Desarrollo
En septiembre de 1937, durante la producción de Blancanieves y los siete enanitos, el animador Norman Ferguson trajo una versión traducida de la novela infantil de 1883 del italiano Carlo Collodi, Las aventuras de Pinocho, lo que llamó la atención de Walt Disney. Después de leer el libro «A Walt se le reventaron las tripas del entusiasmo», como Ferguson recordó más tarde. Pinocho estaba destinada a ser la tercera película del estudio, después de Bambi. Sin embargo, debido a las dificultades con Bambi (en la adaptación de la historia y la animación de los animales de manera realista), se pospuso y se avanzó en la producción de Pinocho.

### Doblaje

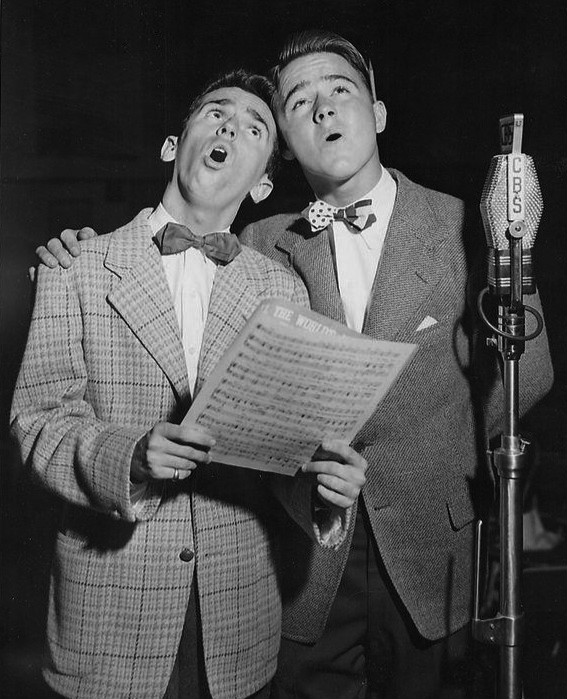
Dickie Jones (derecha) prestó su voz para doblar a Pinocho.

Debido al gran éxito de Blancanieves y los siete enanitos, Walt Disney quería a voces más famosas para Pinocho, lo que marcó la primera vez en la que una película animada utilizaría a celebridades como actores de voz. Disney contrató al popular cantante Cliff Edwards, también conocido como «Ukelele Ike», como Pepito Grillo. Edwards era un artista popular que había hecho el récord del primer registro de un millón de ventas. Disney rechazó la idea de que un adulto interpretara a Pinocho e insistió en que el personaje tenía que ser interpretado por un niño real. Él contrató a un niño actor de 12 años de edad llamado Dickie Jones, que había estado previamente en Mr. Smith Goes to Washington de Frank Capra. También contrató a Frankie Darro como Polilla, a Walter Catlett como el Honrado Juan, a Evelyn Venable como el Hada Azul, a Charles Judels quien interpretó a Strómboli y el Cochero, y a Christian Rub como Geppetto, cuyo diseño fue incluso una caricatura de Rub.
Otro actor de voz que fue reclutado es Mel Blanc, mejor recordado por interpretar a muchos de los personajes de dibujos animados de Warner Bros. Blanc fue contratado para realizar la voz de Gedeón, el gato. Sin embargo, se decidió finalmente que Gedeón sería mudo, de modo que todo diálogo grabado por Blanc fue eliminado posteriormente con la excepción de un hipo solitario, que se escucha tres veces en la película.

### Guion y diseño
A diferencia de Blancanieves y los siete enanitos, que fue una historia corta con la cual podían expandirse y experimentar, Pinocho se basó en una novela con una historia fija. Por lo tanto, la historia pasó por cambios drásticos antes de alcanzar su última encarnación. En la novela original, Pinocho es un niño ingrato, una criatura inhumana, fría y desagradable, que a menudo repele simpatía y solo aprende sus lecciones a través de la tortura brutal. Los guionistas decidieron modernizar el personaje y representarlo como Charlie McCarthy, un muñeco de Edgar Bergen, pero igualmente fuerte como el títere en el libro. La historia aún se estaba desarrollando en las primeras etapas de la animación.
Las primeras escenas animadas por Ollie Johnston y Frank Thomas demuestran que el diseño de Pinocho era exactamente igual que el de una marioneta de madera real con una nariz larga y puntiaguda, una gorra puntiaguda y con unas manos de madera al descubierto. Walt Disney, sin embargo, no estaba satisfecho con el trabajo que se estaba haciendo en la película. Él sentía que nadie podría realmente simpatizar con tal personaje y pidió el cese inmediato de la producción. Fred Moore rediseñó el personaje ligeramente para hacerlo más atractivo, pero el diseño aún conservaba una sensación de madera. El joven y futuro animador Milt Kahl sintió que Thomas, Johnston y Moore estaban —más obsesionados con la idea de que este niño fuera un títere de madera— y estimó que tenían que —olvidar que era un títere y obtener así a un lindo y pequeño niño—, «se pueden dibujar las articulaciones y hacer de él una marioneta de madera después». Hamilton Luske le sugirió a Kahl que debe demostrar sus creencias animando una secuencia de prueba. Kahl le mostró a Disney una escena de prueba en la que Pinocho está bajo el agua en busca de su padre. A partir de esta escena Kahl adaptó al personaje haciéndolo parecer más como un niño de verdad, con el sombrero tirolés de un niño y con manos de cuatro dedos (o tres y un pulgar), estándar de un personaje de dibujos animados, con guantes de tipo Mickey Mouse en ellas. Las únicas partes de Pinocho que aún parecían a las de una marioneta eran sus brazos, piernas y su pequeña nariz de madera. Disney adoptó la escena de Kahl e inmediatamente le pidió a los escritores cambiar la personalidad de Pinocho a una más inocente, ingenua y algo tímida que reflejara el diseño de Kahl.
Sin embargo, Disney encontró que el nuevo Pinocho era demasiado impotente y era muy a menudo engañado por personajes astutos. Por lo tanto, en el verano de 1938, el equipo de Disney introdujo en la historia al personaje de un grillo. Originalmente en el cuento de Collodi, el Grillo parlante era solo un personaje secundario al que Pinocho mató tras aplastarlo con un mazo y que más tarde regresó como un fantasma. Disney bautizó al personaje como «Jiminy Cricket» (Pepito Grillo en español) y lo convirtió en un personaje que trataría de guiar a Pinocho en las decisiones correctas. Una vez que se amplió al personaje, fue representado como un grillo realista con las piernas dentadas y antenas agitadas, pero Disney quería algo más agradable. Ward Kimball había pasado varios meses animando la «secuencia de la sopa» en Blancanieves, que fue eliminada con el fin de mantener el ritmo de la película. Kimball estaba a punto de renunciar hasta que Disney lo premió por su trabajo y lo promovió a supervisor de animación de Jiminy Cricket. Kimball evocaba el diseño de Jiminy, a quien describió como un hombre pequeño con una cabeza de huevo y sin orejas. «La única cosa que lo hace un grillo se debe a que lo llamamos único», bromeó Kimball más tarde.

## Estreno y acogida
La película se estrenó el 23 de febrero de 1940, en el Central Theatre de Nueva York y pese a su gran calidad, al principio fue un fracaso económico. La cinta se estrenó el 13 de marzo en Argentina, el 19 de julio en México, el 10 de octubre en Uruguay, el 12 de febrero de 1942 en Chile y el 7 de febrero de 1944 en España.

### Reestrenos y formato doméstico
Con el reestreno de Blancanieves y los siete enanitos en 1944 comenzó la tradición de reestrenos de las películas de Disney en lapsos de cada siete a diez años. Pinocho fue reestrenada en 1945, 1954, 1962, 1971, 1978, 1984 y 1992. RKO manejó los dos primeros reestrenos de 1945 y 1954, mientras que Disney reestrenó la película a partir de 1962 a través de su división de Buena Vista Distribution.
En 1985, Pinocho fue la primera película animada de Disney editada en VHS. La reedición de 1992 fue restaurada digitalmente a través de la limpieza y eliminación de arañazos en los negativos originales cuadro por cuadro, la eliminación de las distintas distorsiones en el sonido y la revitalización del color.
En 1999, salió una Edición Limitada sin material extra ni remasterización del filme que estuvo en circulación por dos meses. En 2000, se cambió el nombre de la edición como parte de la "Colección Dorada" pero era igual que la anterior edición; esta edición también salió de circulación en poco tiempo. Una Edición Platino de dos discos en DVD y Blu-Ray con el filme remasterizado y con una gran cantidad de material extra salió el 10 de marzo del 2009 conmemorando el 70 aniversario de la película. El Blu-Ray también incluyó al disco uno del DVD como un bonus.
La película no fue incluida en la línea Walt Disney Masterpiece Collection, aunque las primeras ediciones de VHS de 1999 hicieron uso del logotipo «Masterpiece Collection». El segundo lanzamiento en DVD de Disney y la edición final en el formato VHS fue estrenado como parte de la línea «Walt Disney Gold Classics Collection» VHS/DVD el 7 de marzo de 2000. Una edición especial en VHS y DVD de la película fue lanzada en Reino Unido el 3 de marzo de 2003. La edición especial de Reino Unido del VHS muestra el logo de Walt Disney Classics de 1992 al comienzo de la cinta. 
La cuarta edición en DVD y el primer lanzamiento del disco Blu-Ray (la segunda en Blu-Ray de la serie de Walt Disney Edición Platinum) fue lanzada al mercado el 10 de marzo de 2009. Al igual que la edición en Blu-Ray de 2008 de La bella durmiente, la edición 70 aniversario contó con una nueva restauración por Lowry Digital en un conjunto de Blu-Ray de dos discos, con una versión de la película en DVD también incluida. Este conjunto fue devuelto a la Bóveda de Disney el 30 de abril de 2011.
Una edición Signature se estrenó en Digital HD el 10 de enero de 2017 y fue seguida por un combo pack Blu-Ray/DVD el 31 de enero del mismo año.

### Crítica
Pinocho obtuvo una respuesta positiva por parte de la crítica cinematográfica, la cual destacó su argumento, animación, música y guion. La película recibió un 100% de comentarios positivos en el sitio web Rotten Tomatoes, basado en un total de 60 críticas. En 1994, fue seleccionada junto a otras cintas por la Biblioteca del Congreso de Estados Unidos para ser parte del National Film Registry, un archivo cinematográfico encargado de conservar aquellas películas «cultural, histórica o estéticamente significativas».
En 2001, a través de un artículo de The Guardian, el director de cine Terry Gilliam la incluyó dentro de las diez mejores películas animadas de todos los tiempos. La revista Time la agregó en una lista de las veinticinco mejores películas de animación.
Por su parte, el periódico The New York Times la incluyó dentro de las mil mejores películas de la historia. Se encuentra en la segunda posición del AFI's 10 Top 10 en la categoría de los diez mejores largometrajes de animación, detrás de Blancanieves y los siete enanitos.
El 29 de junio de 2018, Pinocho fue nombrada la decimotercera mejor película animada de Disney por IGN.

## Premios y nominaciones
| Año  | Premio                                                 | Categoría                                     | Receptores                                                       | Resultado |
| ---- | ------------------------------------------------------ | --------------------------------------------- | ---------------------------------------------------------------- | --------- |
| 1940 | Premios Óscar                                          | Mejor banda sonora                            | Leigh Harline, Paul J. Smith y Ned Washington                    | Ganadores |
| 1940 | Premios Óscar                                          | Mejor canción original                        | Leigh Harline y Ned Washington (por «When You Wish Upon a Star») | Ganadores |
| 1940 | Premios Photoplay                                      | Mejores imágenes del mes (abril)              | Mejores imágenes del mes (abril)                                 | Ganadora  |
| 1940 | Premios Photoplay                                      | Mejor performance del mes (abril)             | Walt Disney                                                      | Ganador   |
| 1989 | Premios de música para cine y televisión de la ASCAP   | Estándares de largometrajes más interpretados | Leigh Harline y Ned Washington (por «When You Wish Upon a Star») | Ganadores |
| 1994 | Junta Nacional de Conservación de Cine                 | National Film Registry                        | National Film Registry                                           | Incluida  |
| 2016 | Premios Hugo                                           | Mejor presentación dramática (formato corto)  | Ted Sears, Ben Sharpsteen y Hamilton Luske                       | Ganadores |
| 2016 | Premios de la Asociación de Cine y Televisión en Línea | Salón de la Fama del Cine: Películas          | Salón de la Fama del Cine: Películas                             | Incluida  |
| 2021 | Premios de la Asociación de Cine y Televisión en Línea | Salón de la Fama del Cine: Canciones          | «When You Wish upon a Star»                                      | Incluida  |

## Legado

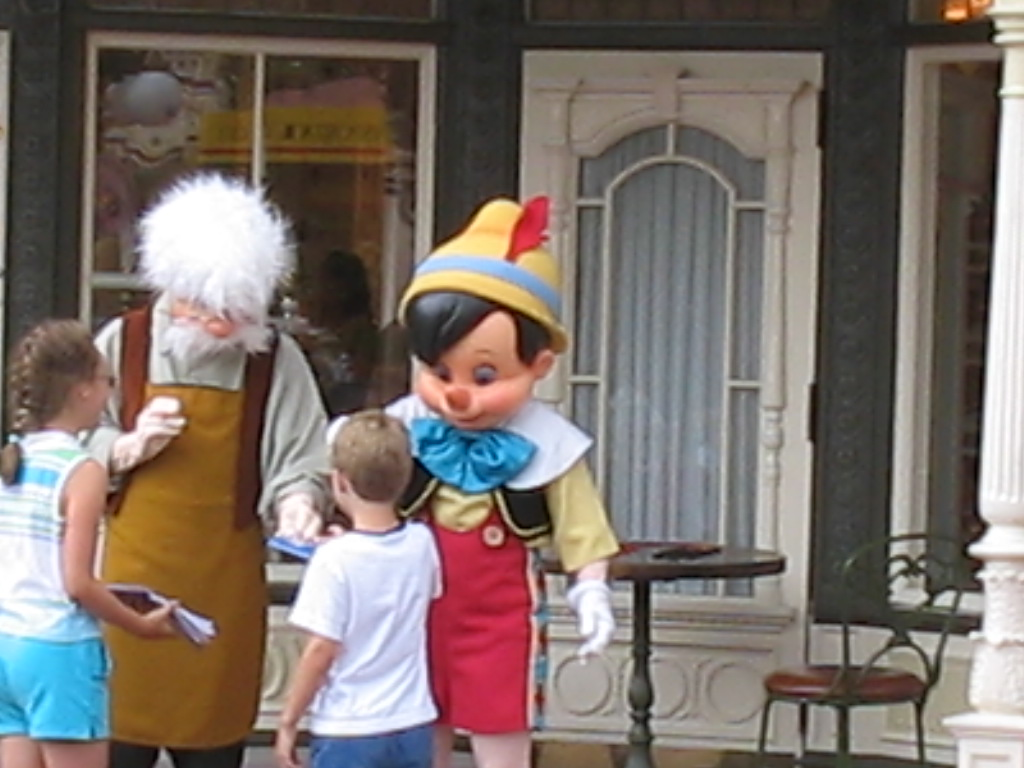
Geppetto y Pinocho en Magic Kingdom.

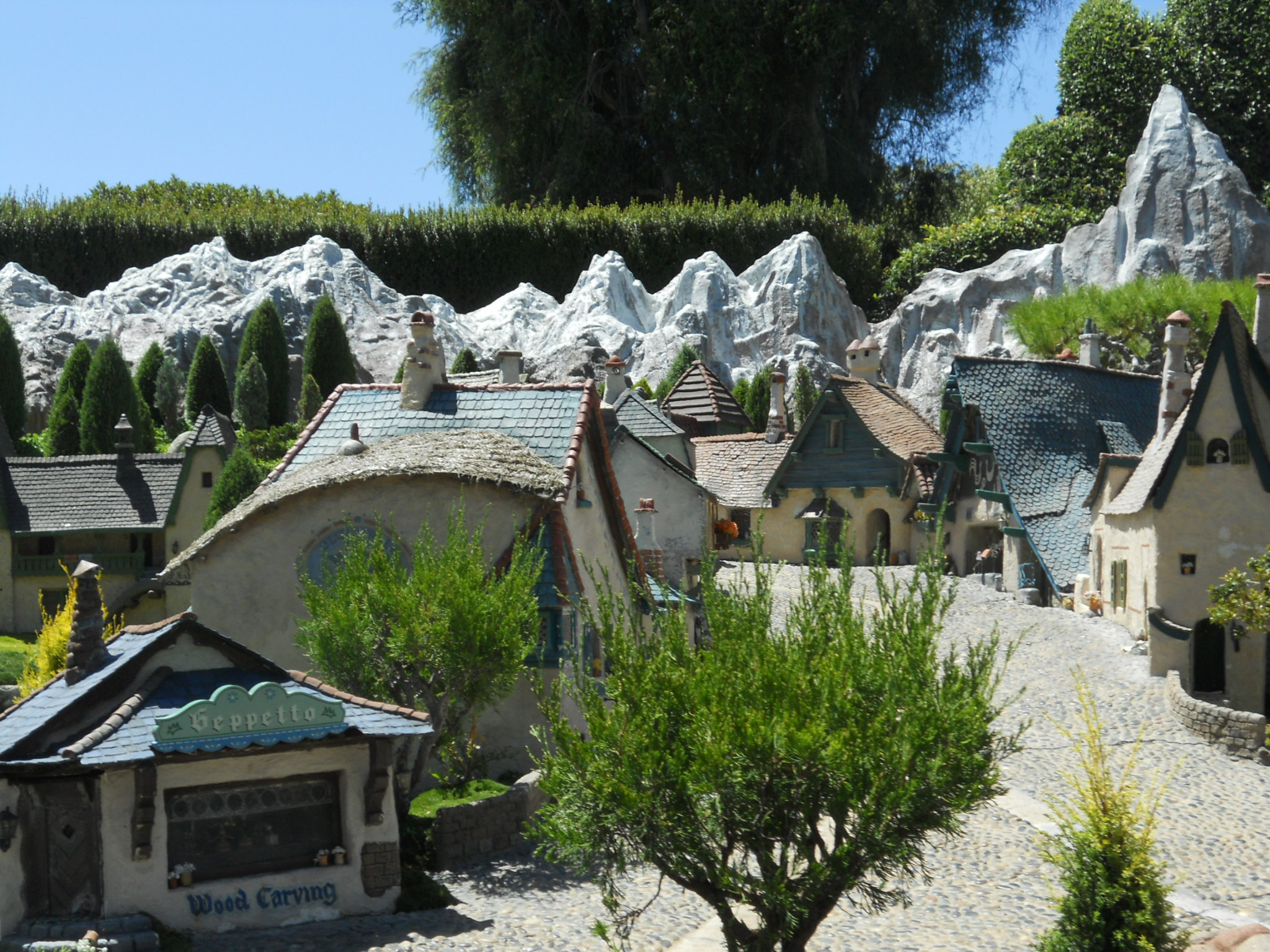
La aldea de Pinocho en Disneyland.

Después del estreno de Pinocho, Pepito Grillo se convirtió en un personaje icónico de Disney, haciendo numerosas apariciones en otros proyectos importantes, incluyendo la película Fun and Fancy Free (1947), seriales educativos de Mickey Mouse Club (1955-1977), el mediometraje Mickey's Christmas Carol (1983), y el videojuego Disney's Villains' Revenge (1999).
Fígaro, el gatito de Geppetto, animado principalmente por Eric Larson, fue descrito como un «éxito entre el público», lo que resultó en que apareciera en varios cortometrajes posteriores de Disney en la década de 1940 y siguió apareciendo en múltiples medios, principalmente como la mascota de Minnie Mouse.
El Hada Azul es el personaje principal de la novela precuela When You Wish Upon a Star, que se desarrolla principalmente 40 años antes de los eventos de la película animada. Fue escrita por Elizabeth Lim y publicada el 4 de abril de 2023 como parte de la serie antológica A Twisted Tale de Disney. La historia narra los orígenes del Hada Azul como Chiara Belmagio, la hija mayor de un panadero y una filántropa, que vive en la pequeña ciudad italiana de Pariva, detallándose su compleja relación con su narcisista hermana menor Ilaria y su eventual transformación en un hada.
Muchos de los personajes de Pinocho son personajes reconocidos en los Parques Disney. Pinocho's Daring Journey es una atracción popular en el Disneylandia original y en el Parque Disneyland de París. Pinocchio Village Haus es un restaurante de servicio rápido en Walt Disney World que sirve pizza y macarrones con queso. También hay restaurantes de servicio rápido similares en los parques de Disneyland de Anaheim y París, con nombres casi idénticos.
La tira cómica dominical Silly Symphony publicó una adaptación de Pinocho desde el 24 de diciembre de 1939 hasta el 7 de abril de 1940. Las secuencias fueron escritas por Merrill De Maris y dibujadas por Hank Porter.
Disney on Ice protagonizada por Pinocho, realizó una gira internacional desde 1987 hasta 1992. Una versión más corta de la historia también se presentó en la producción de hielo actual "Cien años de magia".
En 1987, Filmation publicó una secuela animada de Pinocho, titulada Pinocho y el Emperador de la Noche, ambientada un año después de que Pinocho se haya convertido en un niño de verdad. La película recibió críticas negativas, y fue un fracaso comercial. Disney demandó a Filmation por infracción de copyright, pero Filmation ganó el caso con la excusa de que la obra de Collodi es de dominio público.
Además de los juegos de Genesis/Mega Drive, Game Boy y SNES basados en la película animada, los personajes aparecen en varios videojuegos de Disney. Pepito Grillo aparece como un personaje principal en Disney's, siendo el guía del jugador durante el progreso del juego. En la serie Kingdom Hearts, Pepito Grillo aparece actuando como registrador, manteniendo un diario del progreso del juego en Kingdom Hearts, Kingdom Hearts: Chain of Memories, Kingdom Hearts II y Kingdom Hearts III. Pinocho, Geppetto y Cleo también aparecen como personajes en Kingdom Hearts, y el interior de Monstruo también se ofrece como uno de los mundos dentro del videojuego. El mundo de origen de Pinocho fue programado para aparecer en Kingdom Hearts 358/2 Days, pero se omitió debido a restricciones de tiempo, aunque aún así se pusieron de manifiesto talk-sprites de Pinocho, Geppetto, el Honrado Juan y Gedeón. Como compensación, este mundo aparece en Kingdom Hearts 3D: Dream Drop Distance, bajo el nombre de "Paraíso del Bromista", con apariciones de las versiones del mundo de los sueños de Pinocho, Pepito Grillo, Geppetto, Monstruo y el Hada Azul.
Pinocho, Pepito Grillo, Geppetto, Fígaro, el Hada Azul, el Honrado Juan y Strómboli aparecen como personajes jugables en el videojuego Disney Magic Kingdoms, junto con algunas atracciones basadas en lugares de la película. Monstruo también apareció temporalmente como personaje no jugador para la Batalla de Jefes durante el "Evento Pinocho" de tiempo limitado en el que se incluyeron a los personajes y material relacionado con la película. En el videojuego, los personajes se involucran en nuevas historias que sirven como continuación de la película animada.
Al igual que otros personajes de Walt Disney Animation Studios, los personajes de Pinocho tienen cameos en el cortometraje especial Once Upon a Studio (2023).

### Secuela cancelada
A mediados de la década del 2000, DisneyToon Studios comenzó el desarrollo de una secuela de Pinocho. Robert Reece coescribió el guion de la película, que veía a Pinocho en un "extraño viaje" por el bien de algo querido para él. «Es una historia que lleva a Pinocho a la pregunta de por qué la vida parece injusta a veces», dijo Reece. Pero la adquisición de Pixar Animation Studios por Disney en el 2006, hizo que John Lasseter cancelara Pinocho II poco después de ser nombrado director general creativo de Walt Disney Animation Studios.

### Adaptaciones en imagen real

#### Geppetto(2000)
Geppetto es una película para televisión que fue adaptada de un libro de David Stern basado en la novela Las aventuras de Pinocho, siendo narrada desde la perspectiva de Geppetto. Si bien no es una adaptación directa de la película animada, incluye algunos elementos en común como el personaje de Fígaro, la canción «I've Got No Strings» y la Isla de los Juegos. Está protagonizada por Drew Carey como Geppetto y Seth Adkins como Pinocho, y cuenta con música y letras de Stephen Schwartz. Fue estrenada en ABC el 7 de mayo de 2000.
La película a su vez fue adaptada a un musical, Disney's My Son Pinocchio: Geppetto's Musical Tale, que se estrenó en The Coterie Theatre de Kansas City, Missouri en 2006.

#### Pinocho(2022)
En abril de 2015, Disney anunció que estaba trabajando en una versión en imagen real de la película, siguiendo los pasos de otros proyectos del estudio como Alicia en el país de las maravillas (2010), Maléfica (2014), La Cenicienta (2015), El libro de la selva (2016) y La bella y la bestia (2017). Peter Hedges estaría a cargo de escribir la historia.
En febrero de 2018, se informó que Paul King fue elegido para dirigir la película con Jack Thorne reescribiendo el guion.
En agosto de ese año, Chris Weitz reveló que el guion aún estaba en desarrollo y que se esperaba que la filmación ocurra en Inglaterra e Italia, comenzando en algún momento de 2019. En noviembre de 2018, Tom Hanks entró en las primeras conversaciones para interpretar a Geppetto, el padre de Pinocho. En enero de 2019, se anunció que King dimitió como director de Pinocho debido a razones familiares.
Pinocho fue dirigido finalmente por Robert Zemeckis y estrenado en Disney+ el 8 de septiembre del 2022, contando con las actuaciones de Benjamin Evan Ainsworth interpretando a Pinocho, Tom Hanks interpretando a Geppetto, Joseph Gordon-Levitt interpretando a Pepito Grillo, Cynthia Erivo interpretando al Hada Azul, Luke Evans interpretando al Cochero, Keegan-Michael Key interpretando al Honrado Juan, Giuseppe Battiston interpretando a Strómboli, Lewin Lloyd interpretando a Polilla y Lorraine Bracco interpretando a un nuevo personaje llamado Sofía la Gaviota.

## Análisis

### Diferencias con la novela original
A diferencia de otras cintas adaptadas por Disney, Pinocho es una de las que más difiere en diferentes aspectos de la novela original de Carlo Collodi.
- Para la creación de Pinocho, Geppetto elige un trozo de madera que al momento de cortarlo ríe y llora exactamente igual a un niño. Tras tallar a la marioneta, esta cobra vida y escapa del taller, y más tarde cuando el carpintero logra atraparlo es arrestado por la policía creyéndolo un mal padre.
- En la obra original, Pinocho es un niño abrupto, malcriado, ingrato, deshonesto y desagradable; muy diferente a la personalidad tímida, inocente y bondadosa del personaje de Disney. Inclusive constantemente es engañado por la mayoría de los personajes y recibe castigos muy duros durante la novela.
- Pinocho y Geppetto son los únicos personajes que conservan sus nombres originales de la novela. Los nombres del resto de los personajes fueron creados para la película.
- En la novela, el Grillo no posee un nombre, por lo cual es citado como «Grillo parlante». Además, al principio de la novela este regaña al títere por el arresto de Geppetto y enseguida es asesinado por Pinocho con un mazazo, sin embargo, más tarde reaparece en la historia como un fantasma.
- El personaje del titiritero Strómboli se llama «Mangiafuoco» (en español: Comefuego), y actúa más como un personaje neutral que como un villano, e inclusive llega a regalarle a Pinocho cinco monedas de oro para que se las entregase a su padre.
- El Honrado Juan y Gedeón son citados simplemente como «El Zorro y el Gato», sin tener ningún nombre. También cuentan con una mayor participación en la novela, ya que cometen toda clase de abusos hacia la marioneta para robarle las monedas de oro, como colgarlo de un árbol para que este las escupiese.
- En la novela, Pinocho llega a transformarse totalmente en burro, incluso el mismo Cochero lo llega a vender a un circo de animales.
- Originalmente es un tiburón («El Terrible Tiburón») el que se traga a Geppetto y a Pinocho, y no una ballena («Monstruo») como en la película.
- En la película no fueron incluidos varios de los personajes como el Maestro Antonio, el Arlequín, la Posadera, Medoro, el Pescador Verde, Giangio, entre otros.